# Philosophia ancilla theologiæ

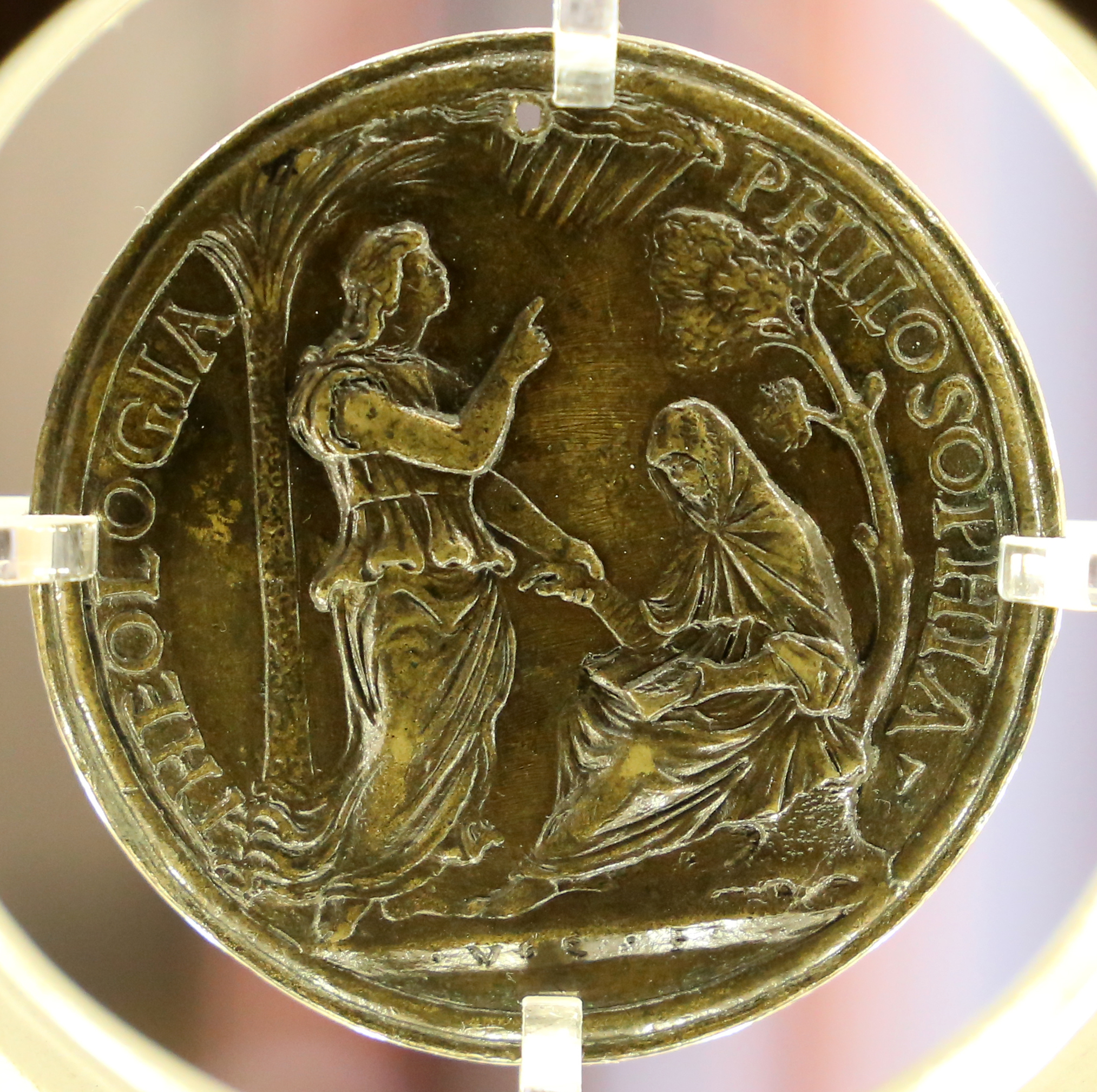
La Théologie enseignant à la Philosophie, médaille de Vittore Gambello.

Philosophia ancilla theologiæ (expression latine signifiant « la philosophie [est la] servante de la théologie »)  est un principe de théologie chrétienne développé par Thomas d'Aquin.

## Présentation
Dans la théologie chrétienne, la formule philosophia ancilla theologiæ signifie que la raison naturelle (c'est-à-dire non éclairée par la grâce ou la révélation) est subordonnée à la théologie en tant que science suprême. 
L'origine de cette idée est attribuée à Pierre Damien (v. 1006-1072), docteur de l'Église. Pour celui-ci, la philosophie « non debet ius magisterii sibimet arroganter suscipere, sed velut ancilla dominae quodam famulatus obsequio subservire ».
Aristote considère la théologie ou la métaphysique au sommet de la science. D'autres occurrences de cette idée se trouvent chez Philon et Clément d’Alexandrie, puis le concept est repris par Thomas d'Aquin. Dans le Conflit des facultés, Kant observe que « il y aura toujours le doute de savoir si elle [la philosophie] porte le flambeau devant sa gracieuse dame ou si, derrière elle, elle porte son manteau ».
En 1621, le théologien écossais Robert Baronius a publié à Édimbourg un ouvrage sur la scolastique intitulé Philosophia theologiae ancillans.